# 金裝香蕉俱樂部
《金裝香蕉俱樂部》，是1996年上映的一部香港科幻片，由黃秋生執導，陳志舜監製，黃秋生、邵國華、黃子華、林曉峰主演。

## 劇情
- 第一單元：聽眾金𡃁坤（黃子華 飾）
- 第二單元：聽眾May（關詠荷 飾）
- 第三單元：聽眾化名John（黃秋生 飾）

## 演員表

### (一)第一單元：聽眾金𡃁坤
| 演員   | 角色 |
| 黃子華 | 金日香，綽號：金𡃁坤 街道賣翻版VCD之古惑仔 喜歡Jenny 幻想結局：與Jenny 父一同搗破省港旗兵劫案 真實結局：被省港旗兵槍殺 |
| 周慧敏 | Jenny 喜歡金𡃁坤，希望其改邪歸正                                                                                       |
| 黃秋生 | Jenny 父 警長 初鄙視金𡃁坤，後因Jenny而給其機會 幻想結局：與金𡃁坤一同搗破省港旗兵劫案 真實結局：被省港旗兵槍殺        |
| 林曉峰 | CID |
| 李兆基 | 牧師 |
| 邵國華 | 華弟 黑道大哥 計劃省港旗兵劫案，慫恿金𡃁坤參與                                                                         |
| 八兩金 | 東北虎 省港旗兵 |
| 蘇偉南 | 西南豹 省港旗兵 |

### (二) 第二單元：聽眾May
| 演員     | 角色 |
| 關詠荷   | May 邵先生之妻 為增加自信及討好丈夫進行隆乳手術 幻想結局：隆乳手術成功，與丈夫及親友一同慶祝 真實結局：隆乳手術失敗，胸部變成畸形 |
| 邵國華   | 邵先生 A May之丈夫 慫恿May進行隆乳手術 幻想結局：May隆乳手術成功，與妻子及親友一同慶祝 真實結局：May隆乳手術失敗，後悔慫恿May隆乳 |
| 林曉峰   | 整形醫生 |
| 張同祖   | May 父 慫恿May隆乳 |
| 黃子華   | May 母 慫恿May隆乳 |
| 黃秋生   | 邵先生 B 慫恿May隆乳 |
| 張蘭英   | 邵太 B 慫恿May隆乳 |
| 李婉華   | May 朋友 |
| 聲音演出 | Turbo 致電說出故事真實結局 |

### (三)第三單元：聽眾化名John
| 演員   | 角色 |
| 黃秋生 | 化名John（粵語配音：鄧榮銾） 自稱情場達人，溝女無數，打算突破自己，追求Tom Boy（TB） 參考非洲土人方法，「要獵殺一隻鴨，首先要把自己變成一隻"鴨"」 結局：感染愛滋病，但繼續濫交，轉而追求男性 |
| 施依蓮 | Joe 女同性戀者 真TB，從來沒喜歡男性 |
| 王翠玲 | Karen 女同性戀者 TBG，本身是喜歡男性，但曾被男性傷害感情，轉而喜歡女性 |
| 鍾佩華 | Liza 女同性戀者 見習TB，正在被TB訓練成TB的女性 實為變性人 |
| 邵國華 | 張社長 同性戀者 |
| 黃子華 | 棟篤笑天王 |
| 何啟南 | 同性戀者 |
| 吳瑞庭 | 同性戀者 |

## 電影歌曲
第一單元：
| 歌名         | 演唱者 | 作曲／編曲                | 填詞   |
| 〈簡簡單單〉 | 王翠玲 | 作曲：吳少芳 編曲：鍾世英 | 吳少芳 |

第三單元：
| 歌名           | 演唱者   | 作曲／編曲                | 填詞   |
| 〈忘記他是她〉 | 達明一派 | 作曲：黃耀明 編曲：劉以達 | 周耀煇 |

## 外部連結
- 香港影庫上《金裝香蕉俱樂部》的資料（繁體中文）
- 互联网电影数据库（IMDb）上《金裝香蕉俱樂部》的资料（英文）